# Procès de sorcellerie du Valais

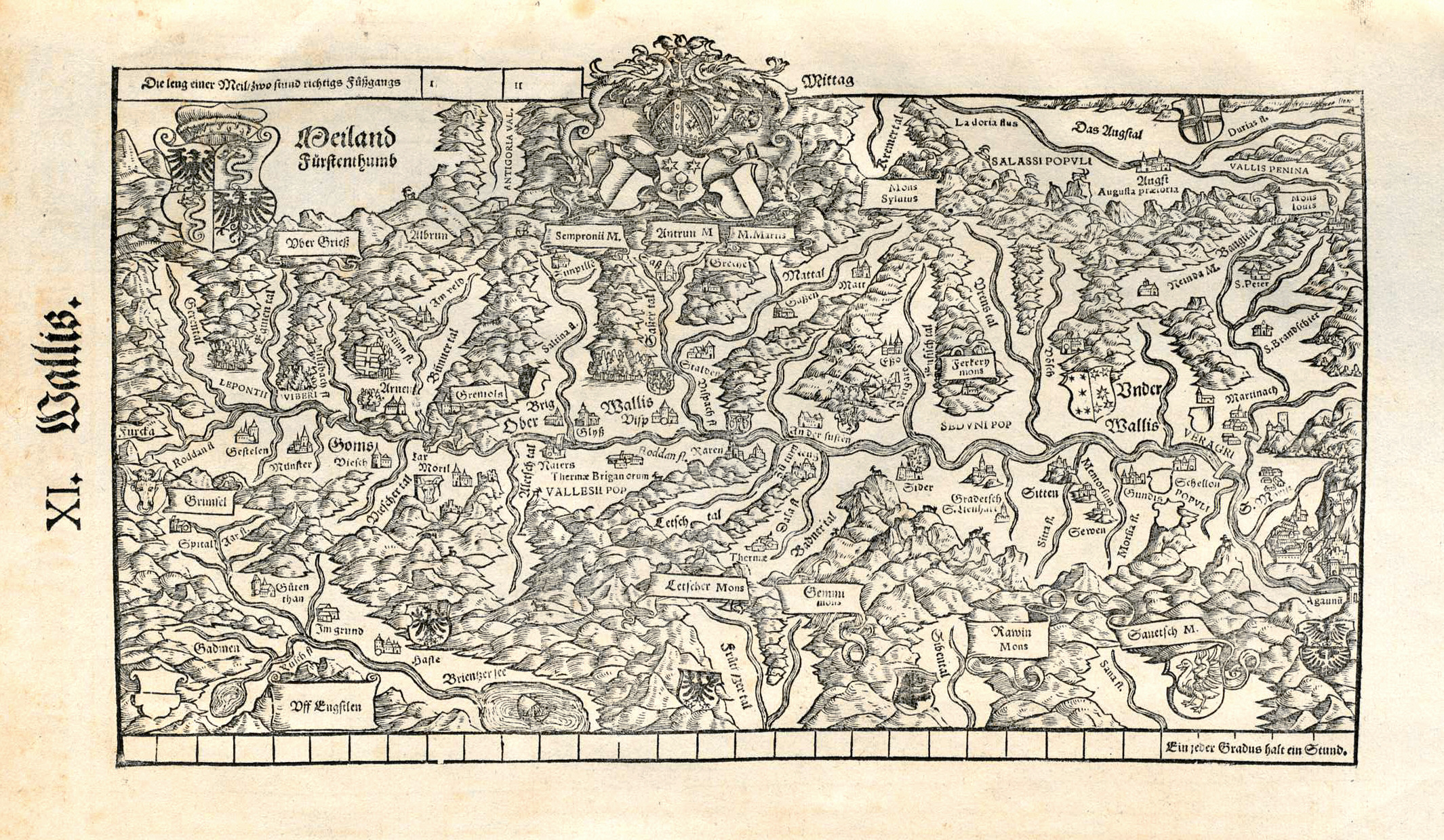
Carte du Valais de 1548

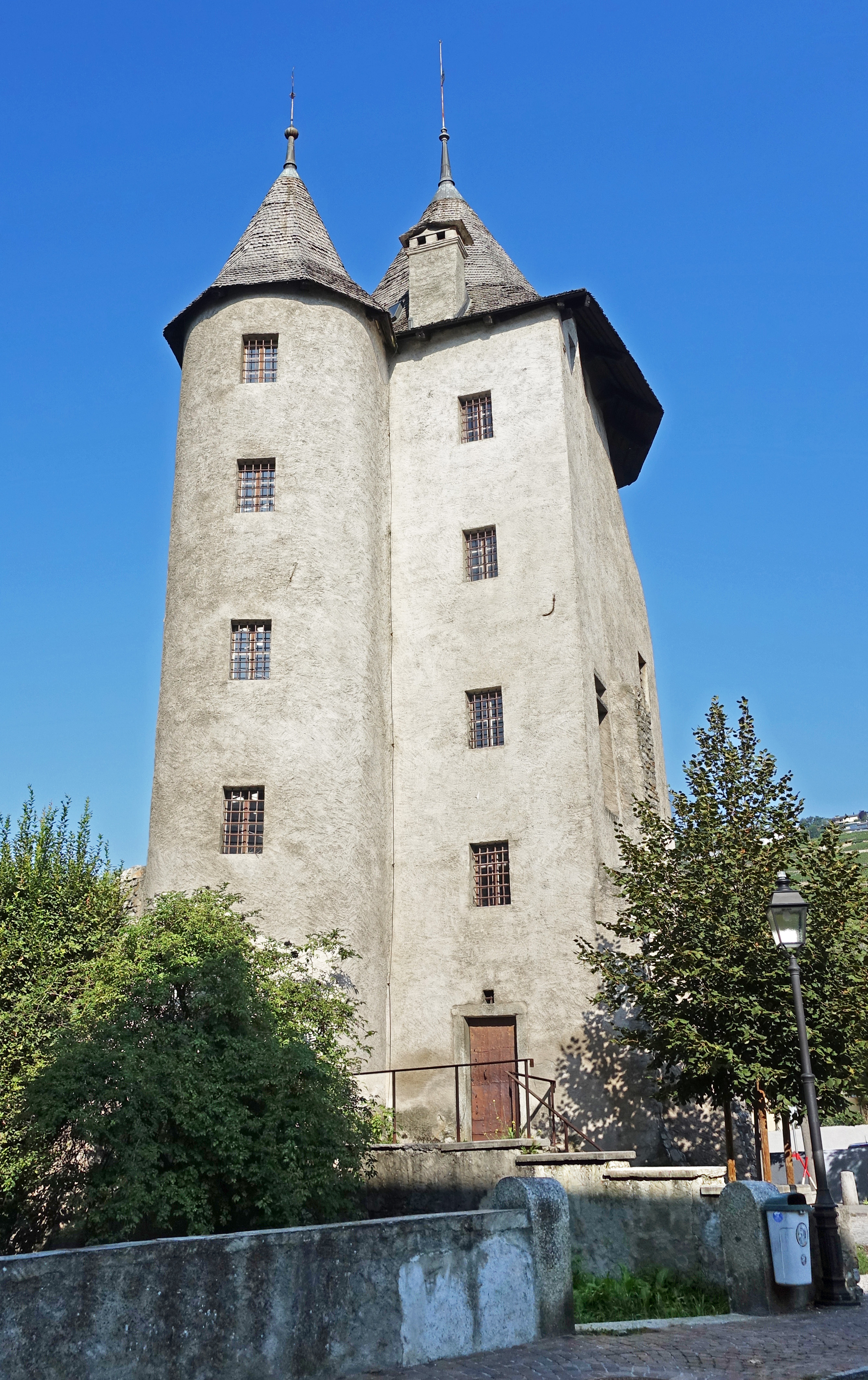
Tour des Sorciers, Sion, Suisse

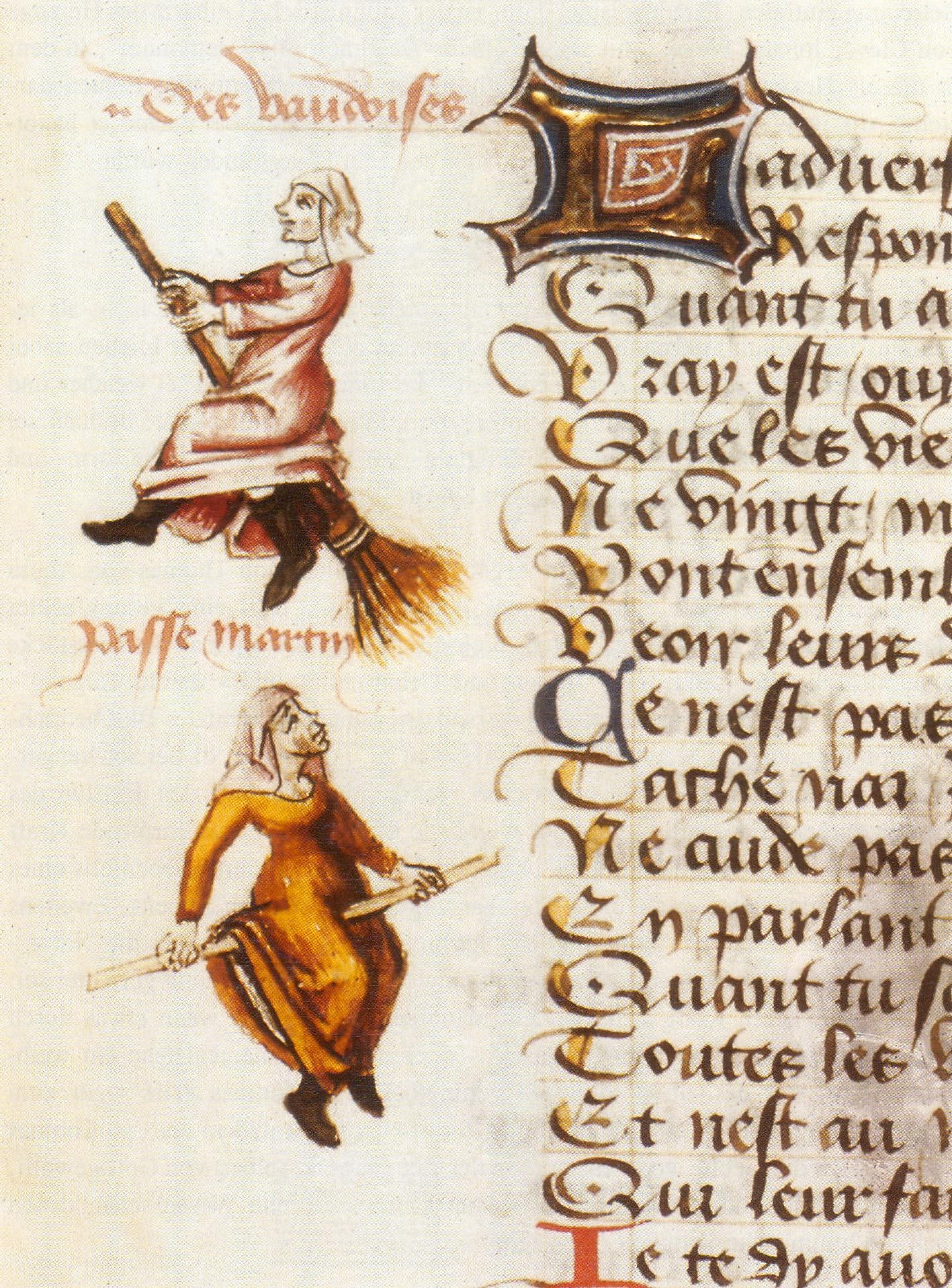
Enluminure représentant le vol de deux sorcières sur un balai et un bâton.
Martin Le Franc, Le Champion des dames, XVe siècle.

Les premiers procès de sorcellerie du Valais font partie des premières campagnes de chasse aux sorcières organisées dans les Alpes occidentales, à partir du XVe siècle. Il s'agit de l'une des premières chasse aux sorciers(ères) systématiques, avec le Dauphiné, visant des individus soupçonnés d'avoir rencontré et prêté serment au diable. Ces campagnes deviennent beaucoup plus répandues dans les siècles suivant en Europe, les pics de la répression étant situés vers 1650.
Les persécutions débutent dans le Bas-Valais (duché de Savoie) puis se propagent vers la principauté épiscopale de Sion, à savoir le Haut-Valais germanophone ainsi que les vallées latérales. Le phénomène diminue une première fois à partir des années 1436, pour reprendre avec plus d'ampleur sous l'épiscopat de Walter Supersaxo. Il se répand simultanément dans les régions voisines des Pays de Vaud, de Fribourg, de Neuchâtel, d'Aoste, du Dauphiné et au-delà.
Contrairement à la dernière phase des procès de sorcellerie européens, les premières vagues de chasses ne ciblent pas spécifiquement les femmes. Les rapports récents donnent deux tiers d'hommes condamnés pour un tiers de femmes. Le basculement parait s'opérer au XVIe siècle.

## Historique

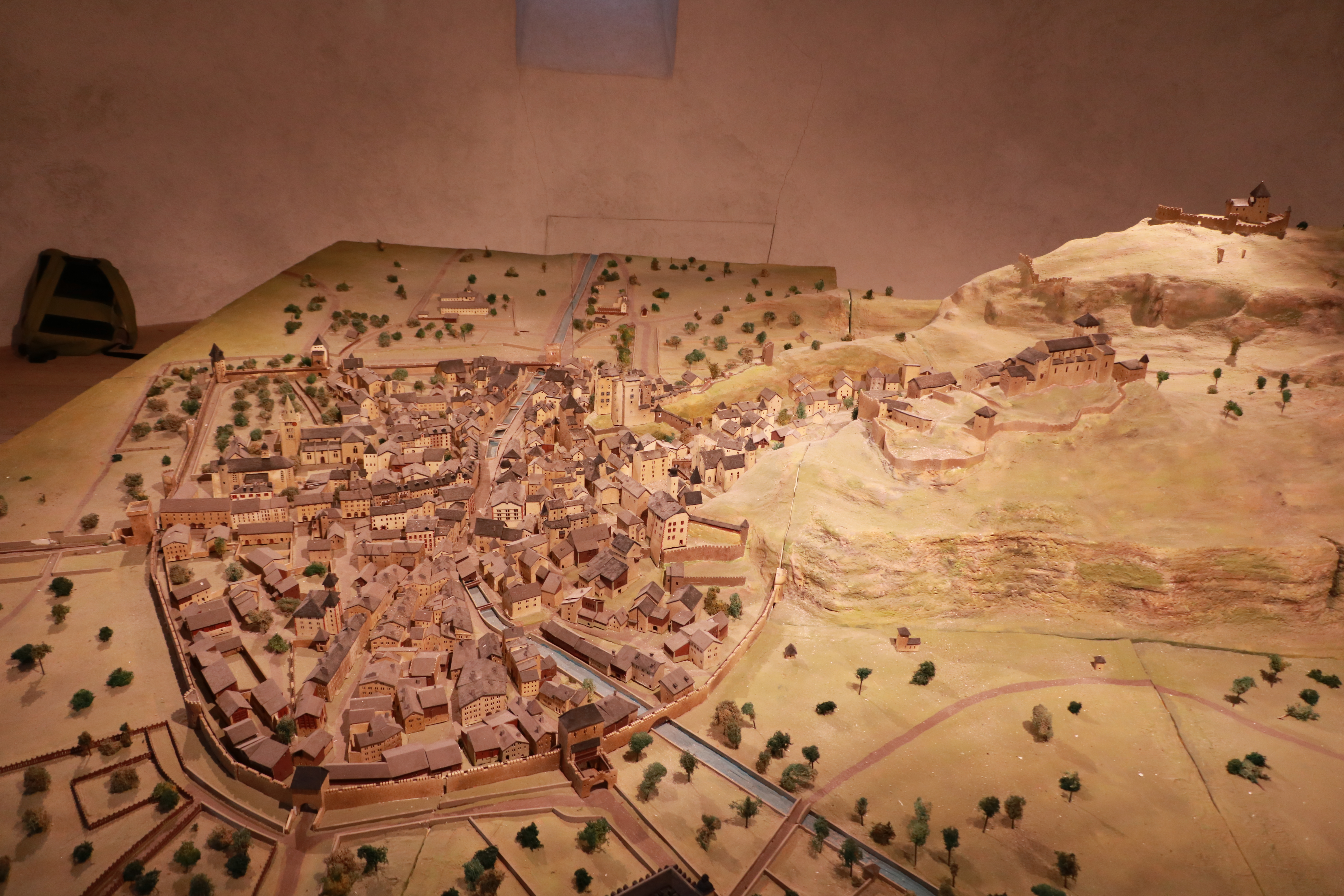
Maquette de la ville de Sion, à partir de la reproduction de la ville de Sion de 1654

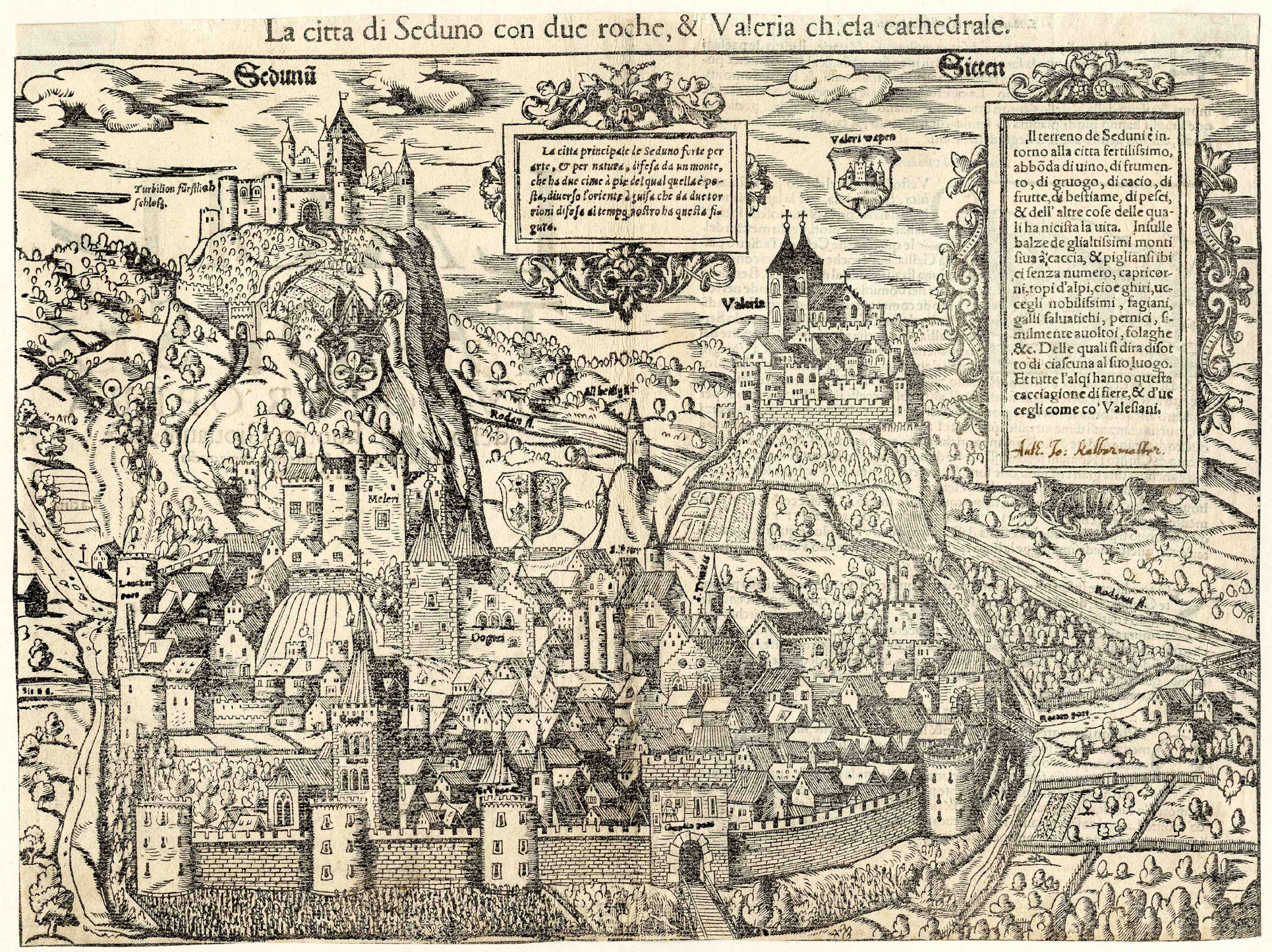
La cité de Sion avant 1550

Bien que des bûchers occasionnels pour sorcellerie soient attestés en Suisse et en Europe avant le XVe siècle, les procès du Valais de 1428 constituent les prémices de la répression massive d'individus soupçonnés d'avoir rencontré et prêté serment au diable et de s'être ligué avec lui contre la société chrétienne. Ce sont donc les attestations des premières grands chasses aux prétendus sorciers et sorcières, qui aboutirent à des centaines de victimes exécutées en Valais et milliers de procès sur le seul territoire de la Suisse actuelle,.

### Condamnations pour sorcellerie avant 1428
Les condamnations pour sorcellerie sont attestées dès 1380 en Valais, puisqu'une source précise que l'usage est de brûler les personnes coupables de sorcellerie près du pont du Rhône à Sion. L'emploi de la torture, bien qu'il ne concerne pas exclusivement les procès pour sorcellerie, est également documenté dès 1346.
En 1427, un acte notarié des archives du chapitre cathédral de Sion rapporte l'inféodation des biens d'Agnès Escor de Grimentz, originaire du val d'Anniviers, condamnée au bûcher pour sortilège à son mari Jean Zenesillum de Zermatt par les seigneurs Hildebrand et Petermann d'Anniviers. Cet acte témoigne de l'existence de procès en sorcellerie légèrement avant la généralisation des cas, à partir de 1428. Un basculement s'opère ensuite avec un plus grand nombre de traces documentaires.

### Chasse aux sorcières à partir de 1428

#### Premiers procès de 1428
Les procès pour sorcellerie émergent à l'arrière-plan de la persécution des hérétiques Vaudois à Fribourg (1399-1430). La transition de l'hérésie vers la sorcellerie s'opère autour de la figure du diable, qui devient centrale dans les accusations. Les aspects sectaires et contestataires de l'hérésie sont assimilés à des doctrines démonolâtres qui participe à la peur de ce nouveau crime.
En parallèle, le Valais vit un contexte politique trouble à l'aube du XVe siècle. La révolte de Rarogne de 1415 à 1420 a affaibli le pouvoir épiscopal qui doit faire face aux prétentions du duché de Savoie à l'ouest du territoire. Les rebelles au pouvoir en place se multiplient, d'autant plus que le nouvel évêque, Andrei di Gualdo (1423/1431-1437), a été choisi directement par Rome, sans l'assentiment des nobles locaux, pour mettre fin aux troubles dans cette région stratégique de passage par les Alpes. L'administrateur épiscopal, pour maintenir son autorité sur les dizains, renforcera ses liens avec la Savoie. Ces évènements participent à l'application d'une justice forte dans le Valais épiscopal, mais c'est pourtant sur le territoire savoyard que les premiers procès se manifestent en 1428.
Ainsi, les minutes des notaires savoyards révèlent que Martin Bertod, originaire du val d'Hérens, est condamné au bûcher après s'être rétracté à deux reprises le 31 janvier 1428 avant son exécution pour innocenter les personnes qu'il a dénoncées dans le cadre de son procès. Il est brûlé sur le Grand-Pont, à Sion, devant une foule de 500 personnes. Ses biens sont vendus par André dei Benzi de Gualdo, administrateur du diocèse de Sion, à ses héritiers, soit sa femme Anthonia de Zermatt et ses enfants Jaqueta et Johannes. Le prix fixé pour la vente est de cent quinze livres, obligeant les enfants à emprunter de l'argent auprès de Hensilinus Thoso et Yanno Thonuzen Zer Loubon. Ne pouvant rembourser leur dette, les enfants leur cèdent des biens à Zermatt l'année suivante. Ce cas, parmi tant d'autres, démontre l'utilité pour le pouvoir en place d'utiliser l'incrimination pour sorcellerie - qui implique une confiscation totale des biens - pour obtenir des territoires en inféodant des héritiers.
En septembre 1428, c'est Etienne Albi, de Salvan, qui est condamné par l'inquisiteur Ulric de Torrenté pour "désobéissance à l'Eglise" et "crime de lèse-majesté divine". Nous ne connaissons malheureusement pas les détails de cette affaire, mais nous savons que l'accusé est décédé sur le chemin qui devait l'amener à l'Abbaye de Saint-Maurice pour être supplicié. Le lieutenant de l'Abbaye condamnera malgré tout son corps à être brûlé et ses cendres dispersées.
Une première enquête est menée à Sion, incriminant Jeannette Porterii-Reymot de Grimisuat et Jeannette Armeyn de Savièse, qui sont finalement lavée de leur diffamation. D'autres n'ont pas cette chance, et au moins une dizaine d'individus sont condamnés à mort en 1428.
Les événements se poursuivent dans le val d'Anniviers, le val d'Hérens ainsi que la région de Lens. La même année, la chasse aux sorcières se répand dans le Bas-Valais et ensuite dans le Haut-Valais germanophone. Dès l'été 1428, la totalité du Valais actuel est touchée par le phénomène.

#### Les statuts de Loèche
Face aux évènements, le 7 août 1428, les dizains réunis en Diète à Loèche publient les premiers statuts officiels relatifs à la procédure en cas d'incrimination pour sorcellerie. Selon ce document, les dénonciations publiques ou diffamations d'au moins trois ou quatre voisins suffisent à permettre l'arrestation et l'emprisonnement, même si la personne accusée est un membre de la noblesse. Le recours à la torture est réservé aux victimes « calomniées par cinq, six ou sept personnes ou plus, jusqu'à dix, qui sont qualifiées pour le faire et non soupçonnées elles-mêmes », mais aussi « accusées par trois personnes qui sont jugées et condamnées à mort pour pratique de sorcellerie ».
Le destin des biens confisqués aux accusés et également éclaircis. Ainsi, la Diète statue sur le cas particulier de Pierre Jote, originaire selon toute vraisemblance d'Icogne et homme-lige des seigneurs du val d'Anniviers. Ce dernier est condamné comme jeteur de sort et brûlé le 3 novembre 1428.
Une vaste enquête générale dans le dizain suivra la publication de ces statuts. Malheureusement il n'en reste pas de traces documentaires.

#### Les procès jusqu'en 1436
Cette première phase de procès se poursuit durant plusieurs années jusque vers 1436. 

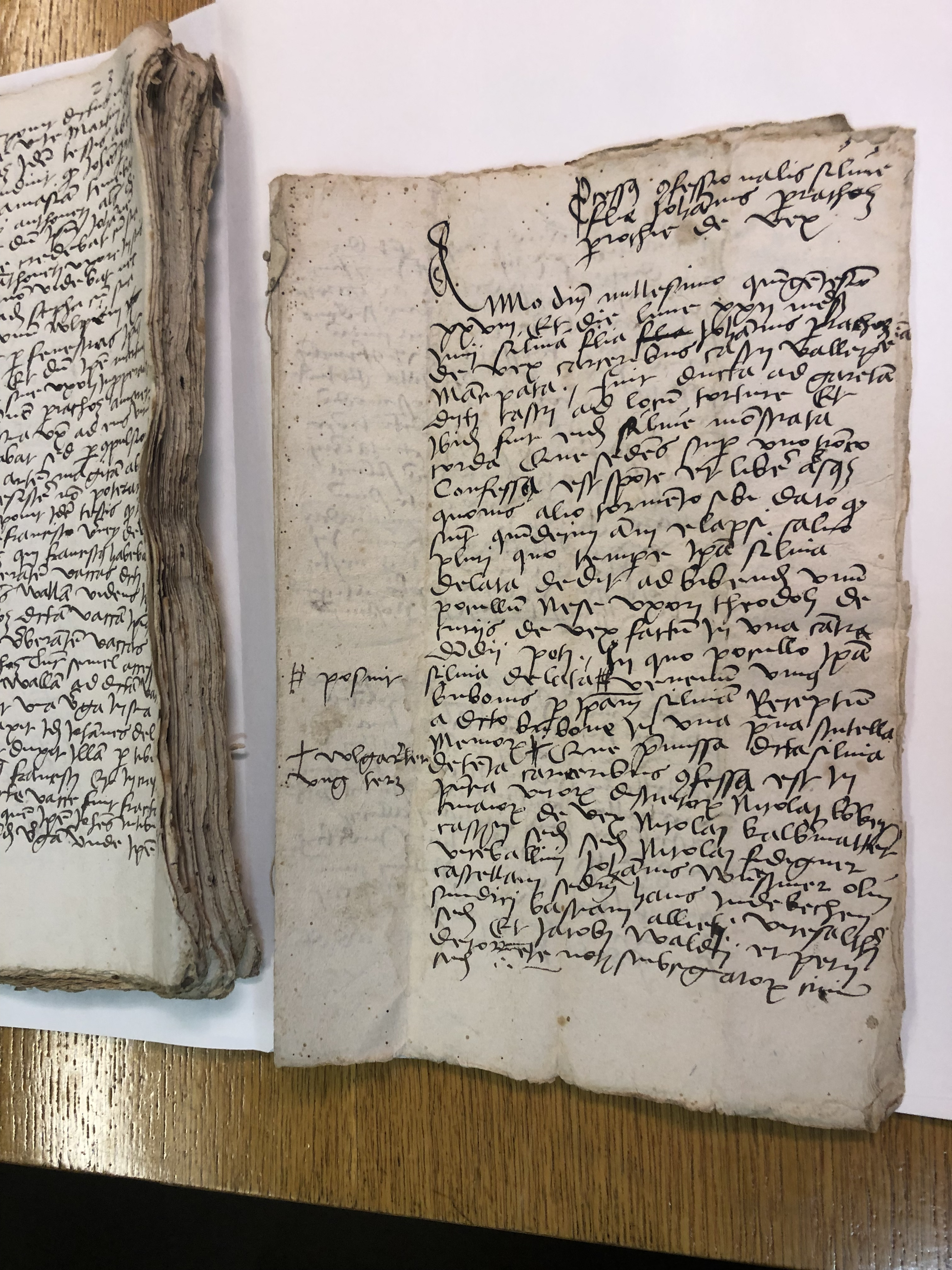
Procédure d’inquisition menée par un descendant de Pierre Torrenté - Photo prise aux archives de l'archevêché de Sion le 30 juin 2019

La justice se coordonne pour lutter contre ce mouvement sectaire qui terrifie la population. En janvier 1430, la communauté de Sion donne l'autorisation au vidomne de Sion, Peterman de Chevron, à Mathis Gebelini, sautier de Sion, et au bailli Thomas Seitler de poursuivre les personnes accusées de sortilège afin d'éradiquer le problème de la sorcellerie. De même, les communautés de Mörel et Rarogne rédigent des statuts sur la procédure à suivre le 15 juin 1430 et le 13 février 1434 respectivement
Les sources notariales manquent pour établir une liste précise des procès et des personnes accusées aussi bien dans le Haut que le Bas-Valais. Quelques cas apparaissent malgré tout au gré de la documentation, notamment pour les problèmes de succession qu'engendre la confiscation des biens des accusés. Les sources comptables des châtellenies savoyardes offrent également plusieurs mentions de condamnations.
La vague de procès de 1428 se termine dans les années 1435 à 1436.
Le 22 octobre 1435 à Saint-Maurice, Rolet Barberin, condamné à la résidence forcée dans l'abbaye depuis 7 ans, est gracié par l'abbé. Toutefois des procès sont attestés jusqu'en 1436 : à Bramois ont lieu les procès de Perette, la femme de Jean Rubin, d'Ayma, femme d'Antoire Reborgiour, et de Willerma, femme de Perrod Blampeil. 
Une dernière enquête générale est ouverte en 1436 dans le dizain de Sierre, mais comme pour l'enquête de Loèche de 1428, les traces documentaires manquent. Seul une lettre testimoniale nous apprend qu'Henslinus Streller, le châtelain de Sierre, fait établir un acte notarié pour attester que ce sont les hommes de la paroisse qui lui ont diligenté d'enquêter contre les jeteurs de sorts de sa juridiction.
Une seconde vague de procès aura lieu sous l'épiscopat de Walter Supersaxo dans les années 1450. Pour l'heure, très peu de traces relatives aux procès de sorcellerie ont été trouvés sous l'épiscopat de Guillaume III de Rarogne (1437-1451), qui succède à André di Gualdo, contrairement aux régions limitrophes, comme le Pays de Vaud ou le Val d'Aoste.

### La chronique de Hans Fründ (c. 1428)
Le principal compte rendu qui nous renseigne de manière globale sur les premières chasses aux sorciers et aux sorcières du Valais est le rapport de 

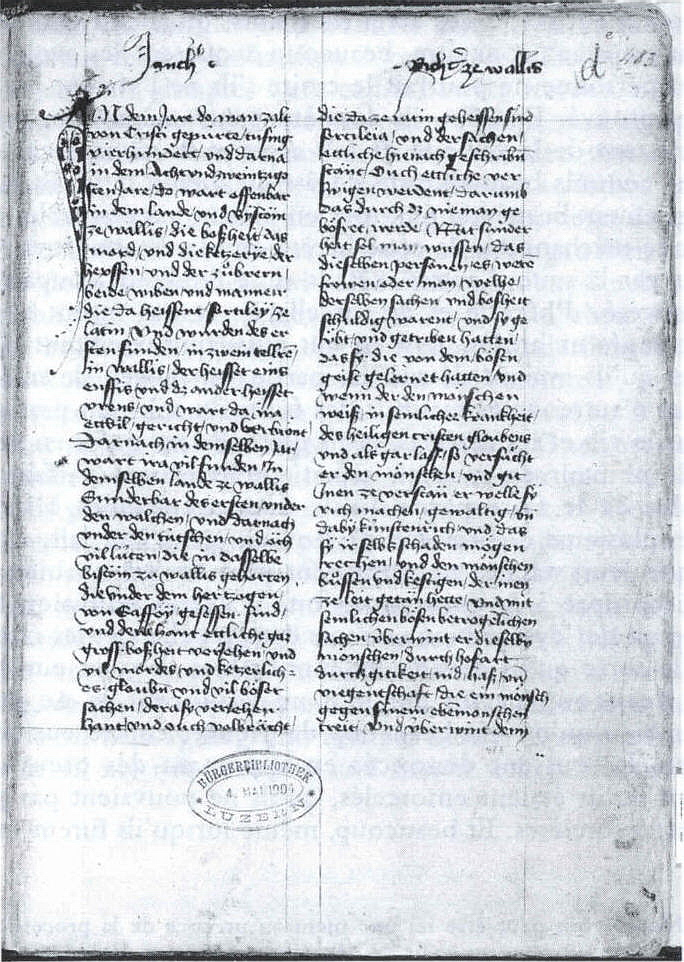
Manuscrit de Hans Fründ sur les procès en sorcellerie dans leva Valais, bibliothèque centrale de Lucerne

Hans Fründ (ou Johannes Fründ), de Lucerne, écrit vers 1431, peut-être à la demande de Christoph von Silenen, à l'époque châtelain à Sierre. Il en existe deux versions, une entreposée à Lucerne et une autre à Strasbourg. La version de Lucerne est plus ancienne et probablement l'original. C'est le compte rendu le plus ancien connu à propos de la chasse aux sorcières systématique qui débute dans les années 1430 à 1440. Une édition critique est publiée avec quatre autres premiers textes sur le sujet par Martine Ostorero en 1999.
Selon le récit de Fründ, à partir de 1428, on découvrit dans le Pays du Valais des gens coupable de meurtre, d'hérésie et de sorcellerie ainsi que de pacte avec le diable. Il parle d'une conspiration de 700 sorciers dont «plus de 200» sont brûlés au moment où il rédige sa chronique, vers 1430.
Les coupables rendent supposément hommage au diable, qui apparaît parfois sous la forme d'un animal. Le diable demande à ses disciples d'éviter la messe et la confession. Fründ raconte que certaines des personnes accusées ne se confessent pas avant de mourir sous la torture, tandis que d'autres avouent diverses mauvaises actions telles que causer la claudication, la cécité, la folie, les fausses couches, l'impuissance et l'infertilité, de même que tuer et manger des enfants. Il fait également allusion à la capacité qu'auraient ces individus de voler (prétendument en appliquant un baume sur leurs chaises, puis en les guidant à leur guise) ou à se transformer en bête. Ainsi, Fründ rapporte même que certains sont des lycanthropes, tuant du bétail sous la forme d'un loup, et connaissent la recette d'une potion d'invisibilité. C'est surtout l'un des premiers texte décrivant, dans les détails, les cérémonies de sabbat des sorcières. Il explique que les hérétiques se rencontrent la nuit dans les caves des villageois et boivent leur vin, se réunissant pour écouter des sermons anti-chrétiens donnés par le diable présent sous la forme d'un maître d'école, avec une parodie de confession. Certains avouent ainsi avoir ruiné les récoltes (vin et céréales) et avoir fait en sorte que le bétail ne donne pas de lait et que les équipes de labour se soient arrêtées de travailler.
Un autre traité évoquant pour la première fois l'imaginaire du sabbat, les Errores Gazariorum, rédigé entre 1430 et 1440, par un inquisiteur probablement valdôtain contribue à implanter le mythe du sabbat dans les consciences de l'époque. Le Val d'Aoste et le Valais sont souvent perçue comme des vallées jumelles et la rédaction de ce traité peut être mise en relation avec les évènements valaisans.

## Postérité
À la suite des premiers procès, outre le témoignage de Hans Fründ, des témoignages de l'existence de sorcières dans la région du Valais circulent en Europe.

### Félix Hemmerlin
Félix Hemmerlin, chanoine zurichois, rédige entre 1444 et 1450 un Dialogus de nobilitate et rusticitate, dans lequel il évoque les nombreuses personnes brûlées pour sorcellerie dans le diocèse de Sion.

### Les Mystères de saint Bernard de Menthon
À la suite des premiers procès, outre le témoignage de Hans Fründ, des témoignages de l'existence de sorcières dans la région du Valais circulent en Europe. Au milieu du XVIe sièclee, l'auteur anonyme du Mystère de saint Bernard de Menthon mentionne une école de « feyturiers » (ensorceleurs) au col du Grand-Saint-Bernard. Ces derniers adoreraient une statue de Jupiter et mangeraient parfois des pèlerins de passage.

### Recherches actuelles

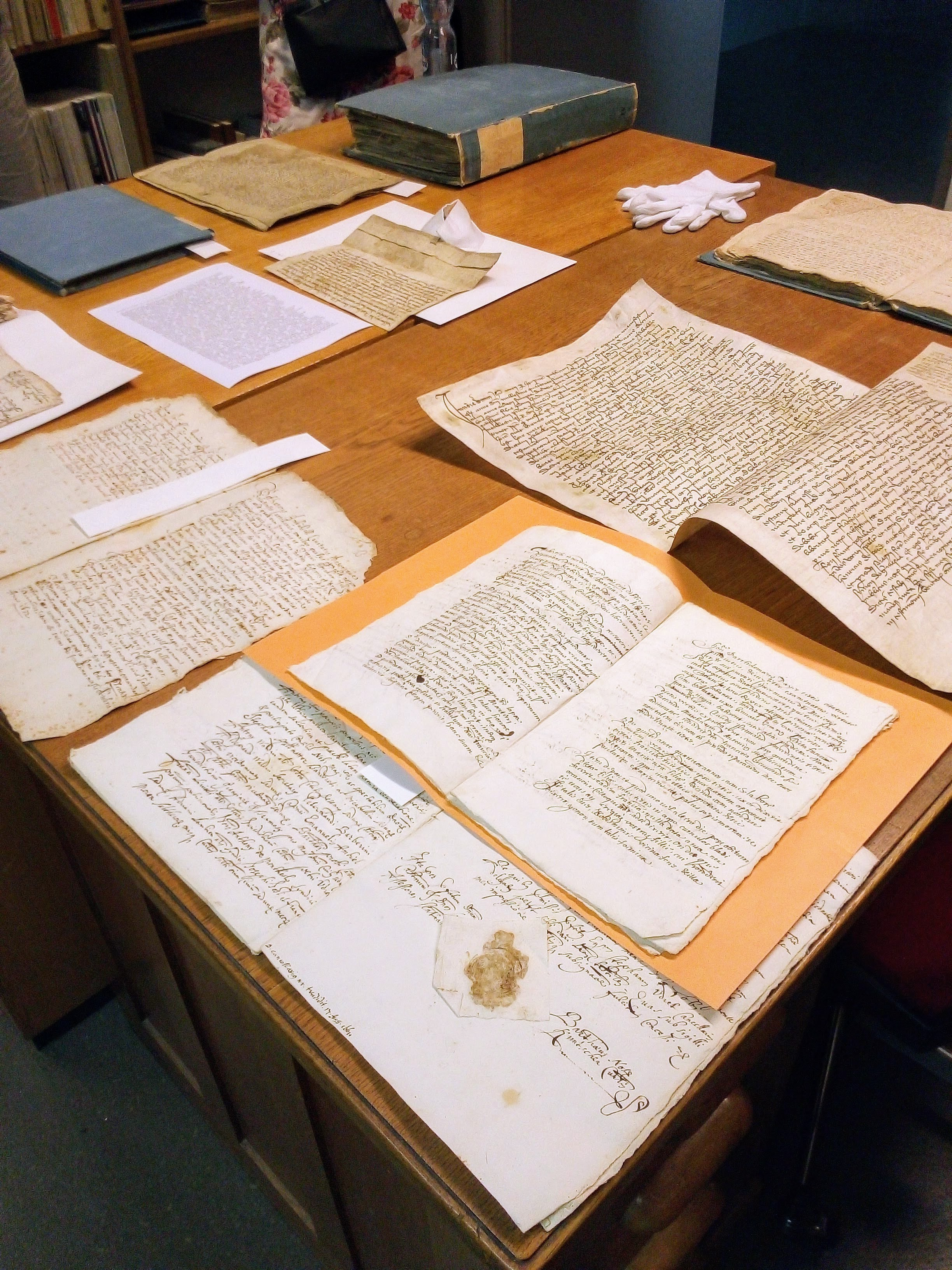
Archives entreposées au chapitre cathédral de Sion en juin 2019

La compréhension actuelle de la répression de la sorcellerie dans le diocèse de Sion est le fruit d'un travail de longue haleine. Les travaux de  Chantal Amman Doubliez sur les actes notariés donne accès à de nombreuses références archivistique.
En effet, les actes notariés, puisque validant et retranscrivant les ventes des biens confisqués aux victimes condamnées au bûcher, permettent de percer les motivations et les positions des différents protagonistes [2]. Une partie de cette documentation peut être consultée aux archives d'État du Valais.

### Vocabulaire
Hans Fründ utilise des termes précis pour désigner les personnes accusées de sorcellerie : hexsen, zuberer, sortileji. Dans les archives du chapitre cathédral de Sion, rédigées en latin, on peut relever les termes de sortilegus, sortilega, sortiligiatrix (1380), ainsi que des termes en vieux français comme chareexa ou chareeressa (personne qui fait des sortilèges) (p76). La magie est décrite par les termes charaez (1317), charaes (1368), chares 1429), charayez (1380), charery (1429). En allemand, on retrouve strudiltum vel haxney (1400). Le terme d'hérésie ou heretica pravitas n'est pas courant en 1428-1436, mais on en trouve des traces d'utilisation dans la seigneurie de Granges, au cours du procès de Jeannette Violin, femme d'Antoine du Douchiour alias Juliar de Lens, le 15 octobre 1429 (p77).

## Protagonistes

### Victimes

#### Première vague de procès 1428-1436
- Agnès, fille d'Aymonet Borcart Escor de Grimentz et femme de Jean Zenesillun de Zermatt, 1427.
- Martin Bertod, du val d'Hérens, condamné le 31 janvier 1428 à Sion[20].

#### Vagues suivantes
- Peter Eschiller, de la vallée de Conches, sentence de Jost Silenen, évêque de Sion[21],[22].
- Agnès Crittin meurt sur le bûcher en 1457 dans la vallée de Bagnes.
- Jaquette Pelorinaz, inculpée en 1459 dans le diocèse de Sion.
- Trina et Nesa Kuenis, de la vallée de Conches, condamnées au bûcher à la suite de la sentence prononcée par l'évêque Walter Supersaxo le 29 juillet 1466[22].
- Le cordonnier Henslinus Heymen, de Biel, 1466[22].
- Le tailleur Nicolaus Schroeter, de Ritzingen, mars 1467[22].
- Françoise Bonvin, de Lens, échappe au bûcher[5].
- Pierre Chedal, de Diogne, paroisse de Lens, 1467[23],[5],[24].
- Pierrette Trotta[5].
- Pierre de Torrenté et son fils Nicollyn, condamnés au bûcher dans le val d'Anniviers, en 1481[22].
- Silvia Perrachoz, de Vex, n'est pas reconnue comme sorcière mais est noyée dans la Borgne pour avoir empoisonné des personnes avec du venin de crapaud en 1528.
- Michel Im Birchin est accusé de sorcellerie durant un procès à Ernen, 1590.
- Greta Bigers de Greich, de la paroisse de Mörel, 1590.
- Barbilia Blan de Saxon empoisonne des gens, 1553.
- Eve Zerzuben, de Visperterminen, empoisonne Hans Horden, 1607.
- Anthonia Abryedt, veuve de Jean Nero de Granges, en 1652.
- Annilia Desduc, de Chalais, pactise avec le diable car l'alcoolisme de son mari Théodule Perraudin diminue les ressources du couple, la contraignant à la faim, 1623[5].
- Pétronille du Six et Pierre Terrettaz, derniers sorciers brûlés, à Sembrancher les 2 mai et 1er juillet 1730, sur décision du gouverneur Jean-Étienne de Chastonay, sentence approuvée par l'évêque François-Joseph Supersaxo[25].
- Marie Etiennette Caseux, dernière femme inculpée pour le crime de sorcellerie en Valais, à la suite des dénonciations de sa voisine. Finalement relâchée février 1733[26].

### Instigateurs, inquisiteurs et juges
- Ulric de Torrenté, inquisiteur du diocèse de Lausanne, affilié à l'ordre des Prêcheurs. Instruit des procès dans le Valais savoyard.
- Walter Supersaxo, prince-évêque de la principauté épiscopale de Sion. Ne sera actif que dans la deuxième partie du XVe siècle.
- Hans Fründ, chroniqueur lucernois contemporain de la première vague de chasse. Il relate les évènements et participe à leur diffusion auprès des notables de Suisse allemande.

## Propagation et influence

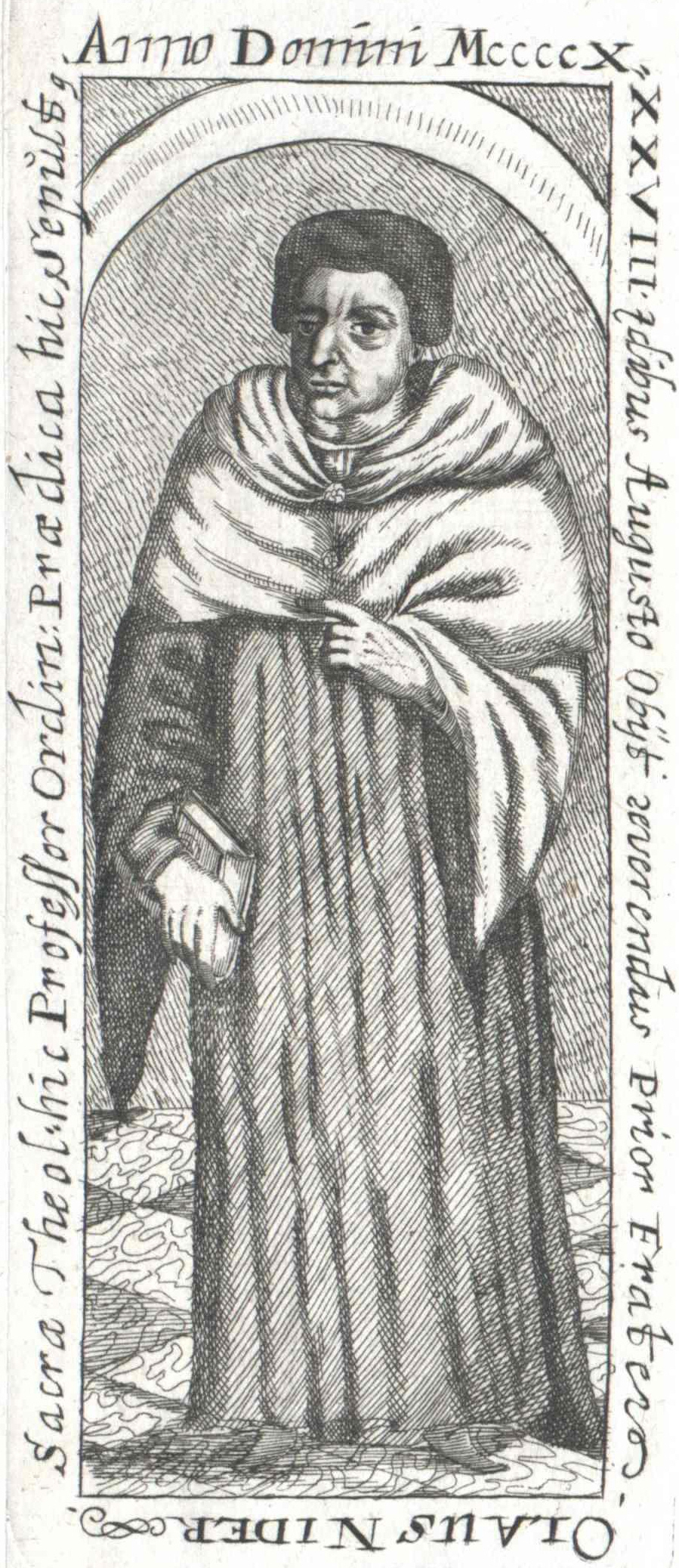
Johannes Nider, auteur du Formicarius, traité sur la sorcellerie écrit en 1436 -1438 et publié en 1475

Après la diminution des procès de sorcellerie en Valais et en Savoie, le phénomène se propage dans les décennies précédant la Réforme à Fribourg (1429), Neuchâtel (1440), Vevey (1448), l'évêché de Lausanne et du Léman (vers 1460-1480) et Dommartin (1498, 1524-1528).
L'influence du Valais sur le phénomène beaucoup plus vaste des procès de sorcellerie au début de la période moderne, durant les XVIe et XVIIe siècles dans une grande partie de l'Europe occidentale, est peut-être amplifiée par le concile de Bâle qui a lieu à la même époque, entre 1431 et 1437. Dans ce concile, les théologiens débattent des preuves attestant de la sorcellerie et recueillent les procédures judiciaires dans les régions du Valais, de Vaud et de Savoie. Ces documents sont lus par la première génération d'auteurs sur la sorcellerie, tels que Johannes Nider, l'auteur de Formicarius (écrit entre 1436 et 1438).